# Адресно-временной код

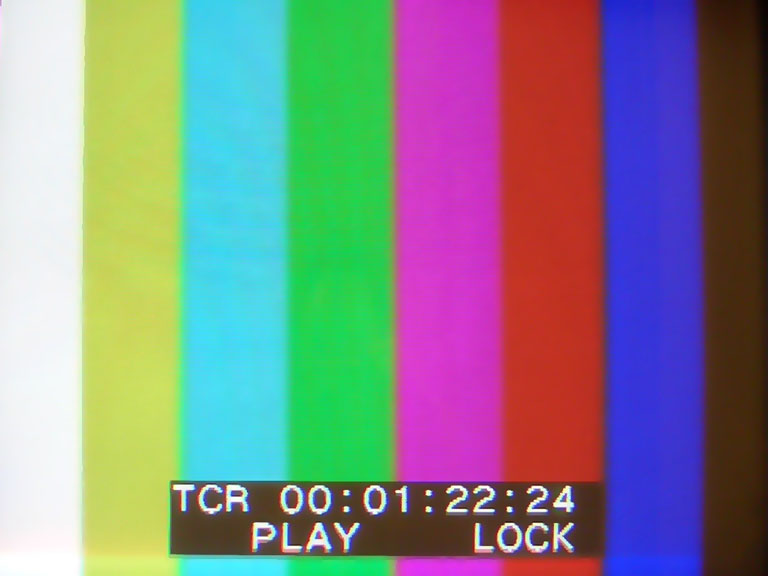
Индикация временного кода на мониторе

Адресно-временно́й код, временно́й код, тайм-код — цифровые данные о времени, записываемые совместно с изображением и звуком для их последующей синхронизации на отдельных носителях. Современный временной код SMPTE/EBU разработан в 1967 году.

## Применение
Адресно-временной код используется как при съёмке одной камерой, так и при многокамерных съёмках для синхронизации раздельных носителей звука и изображения.
Кроме видеокамер, применяется при съёмке киносъемочными аппаратами. В последних запись временного кода происходит путём впечатывания соответствующего штрихкода, чаще всего между перфорацией киноплёнки и изображением. При отсутствии впечатанного временного кода для синхронизации используется штрихкод футажных номеров негативной киноплёнки, который привязывается к временному коду фонограммы.
В некоторых кинематографических системах временной код используется для синхронизации изображения и звука в кинотеатрах. Например, кинотеатры IMAX для синхронизации кинопроектора и цифрового звука используют временной код, впечатанный на край фильмокопии. Цифровая фонограмма DTS, применяемая в большинстве форматов современных фильмокопий и записываемая на отдельном оптическом диске, также синхронизируется с изображением при помощи временного кода. Также может использоваться в других отраслях для синхронизации процессов и фиксации информации о времени и дате.
Временной код создаётся при помощи генератора временного кода (англ. Time Code Generator, TCG) и содержит информацию об абсолютном или относительном времени. При многокамерных съёмках в каждом аппарате используется собственный генератор. Для последующей работы все генераторы перед съёмкой синхронизируются, чтобы в дальнейшем на всех носителях идентифицировать одни и те же временные интервалы.
Для воспроизведения записанной информации используются считыватели временного кода (англ. Time Code Reader, TCR), преобразующие код в визуальные символы на экране видеомонитора или команды для монтажа.
Часто генератор и считыватель временного кода объединяются в одном устройстве — англ. TCG/TCR.

## Код SMPTE

Информация, записываемая во временной код

Временной код содержит информацию об абсолютном или относительном времени записи каждого кадра изображения или момента звукового сопровождения, а также другую служебную информацию.
Существует международный стандарт временного кода SMPTE/EBU, использующий единую 7- или 8-битную кодировку, основанную на стандартах ISO/IEC 2022 и ГОСТ 27463—87. Структура временного адреса основана на двоично-десятичной системе кодирования. Различают линейный временной код (англ. Longitudinal Time Code, LTC) и временной код, использующий интервал кадрового гасящего импульса (англ. Vertical Interval Time Code, VITC). Различие состоит в способе записи разных кодов, первый из которых записывается неподвижной магнитной головкой на отдельную дорожку магнитной ленты, а второй — специальной головкой на вращающемся барабане видеоголовок при наклонно-строчной видеозаписи. Функционально обе разновидности временного кода не различаются за исключением невозможности перезаписи и монтажа кода VITC в одном и том же изображении.